# Riah
Riah  (in arabo رياح‎?) è un centro abitato e comune rurale del Marocco situato nella provincia di Berrechid, regione di Casablanca-Settat. Conta una popolazione di 8 373 abitanti (censimento 2014).